# Slowaaks voetbalelftal in 1941
Het Slowaaks voetbalelftal speelde vier officiële interlands in het oorlogsjaar 1941. Van 1939 tot en met 1944 was het land onder de naam Slowaakse Republiek formeel een zelfstandige natie, maar in de praktijk een satellietstaat van nazi-Duitsland.

## Balans
| Wedstrijden | Wedstrijden | Wedstrijden | Wedstrijden | Doelpunten | Doelpunten | Doelpunten | Punten |
| Gespeeld    | Winst       | Gelijk      | Verlies     | Voor       | Tegen      | Saldo      | Punten |
| ----------- | ----------- | ----------- | ----------- | ---------- | ---------- | ---------- | ------ |
| 4           | 0           | 1           | 3           | 5          | 13         | –8         | 0.250  |

## Interlands
|                                                      |                       |       |                 |                                                                                   |
| 7 september Vriendschappelijk № 5 «onderlinge duels» | Slowakije             | 1 – 1 | Kroatië         | Tehelné pole, Bratislava Toeschouwers: 15.000 Scheidsrechter: Alois Beranek (GER) |
| 7 september Vriendschappelijk № 5 «onderlinge duels» | František Vysocký 89' |       | 82' Slavko Beda | Tehelné pole, Bratislava Toeschouwers: 15.000 Scheidsrechter: Alois Beranek (GER) |

|                                                       |                                                                                           |       |                                        | |
| 28 september Vriendschappelijk № 6 «onderlinge duels» | Kroatië                                                                                   | 5 – 2 | Slowakije                              | Stadion Concordije na Tratinskoj cesti, Zagreb Toeschouwers: 15.000 Scheidsrechter: Alois Beranek (GER) |
| 28 september Vriendschappelijk № 6 «onderlinge duels» | Slavko Pavletić 5' Franjo Wölfl 28' Slavko Pavletić 34' Branko Pleše 46' Franjo Wölfl 55' |       | 66' Július Bešina 87' František Bolček | Stadion Concordije na Tratinskoj cesti, Zagreb Toeschouwers: 15.000 Scheidsrechter: Alois Beranek (GER) |

|                                                     |                                                       |       |                                       | |
| 12 oktober Vriendschappelijk № 7 «onderlinge duels» | Roemenië                                              | 3 – 2 | Slowakije                             | Stadionul Agenţia Naţională de Educaţie Fizică, Boekarest Toeschouwers: 15.000 Scheidsrechter: Generoso Dattilo (ITA) |
| 12 oktober Vriendschappelijk № 7 «onderlinge duels» | Kostas Houmis 29' Silviu Bindea 44' Silviu Bindea 50' |       | 15' Jozef Kuchár 58' František Bolček | Stadionul Agenţia Naţională de Educaţie Fizică, Boekarest Toeschouwers: 15.000 Scheidsrechter: Generoso Dattilo (ITA) |

|                                                     |                                                                   |       |           |                                                                                         |
| 7 december Vriendschappelijk № 8 «onderlinge duels» | Duitsland                                                         | 4 – 0 | Slowakije | Hermann Göring Stadion, Breslau Toeschouwers: 30.000 Scheidsrechter: Petre Kroner (ROM) |
| 7 december Vriendschappelijk № 8 «onderlinge duels» | Fritz Walter 6' Ludwig Durek 9' Edmund Conen 27' Edmund Conen 62' |       |           | Hermann Göring Stadion, Breslau Toeschouwers: 30.000 Scheidsrechter: Petre Kroner (ROM) |

## Statistieken
| Theodor Reimann   | 1921-02-10 | AC Považská Bystrica | 4 | 0 | 0 | 8 | 0 |
| Verdediging       |            |                      |   |   |   |   |   |
| Ľudovít Rado      | 1914-07-27 | ŠK Bratislava        | 4 | 0 | 0 | 6 | 0 |
| Ervín Kováč       | 1911-06-16 | ŠK Bratislava        | 3 | 0 | 0 | 6 | 0 |
| Anton Ujváry      | 1913-07-13 | Svit Batizovce       | 3 | 0 | 0 | 3 | 0 |
| Viliam Vanák      | 1915-08-06 | OAP Bratislava       | 2 | 0 | 0 | 6 | 0 |
| Jozef Bielek      | 1919-01-16 | MSK Žilina           | 1 | 0 | 0 | 3 | 0 |
| Middenveld        |            |                      |   |   |   |   |   |
| Tomáš Porubský    | 1914-09-02 | ŠK Bratislava        | 4 | 0 | 0 | 7 | 0 |
| Ján Arpáš         | 1918-11-08 | ŠK Bratislava        | 3 | 0 | 0 | 6 | 1 |
| Ivan Chodák       | 1914-02-03 | ŠK Bratislava        | 2 | 0 | 0 | 6 | 0 |
| Aanval            |            |                      |   |   |   |   |   |
| František Bolček  | 1920-01-27 | OAP Bratislava       | 4 | 0 | 2 | 8 | 3 |
| Jozef Kuchár      | 1919-11-19 | Slavia Prešov        | 3 | 0 | 1 | 3 | 1 |
| František Vysocký | 1921-05-09 | FC Vrútky            | 3 | 0 | 1 | 5 | 1 |
| Štefan Biró       | 1913-04-12 | ŠK Bratislava        | 3 | 0 | 0 | 3 | 0 |
| Július Bešina     | 1914-03-03 | ZTK Zvolen           | 1 | 0 | 1 | 1 | 1 |
| Ľudovít Dubovský  | 1918-11-15 | OAP Bratislava       | 1 | 0 | 0 | 1 | 0 |
| Gabriel Ferényi   | 1919-03-10 | AC Považská Bystrica | 1 | 0 | 0 | 1 | 0 |
| Ján Földeš        | 1915-11-28 | VAS Bratislava       | 1 | 0 | 0 | 4 | 1 |
| Karol Jurkovič    | 1920-11-24 | ŠK Bratislava        | 1 | 0 | 0 | 1 | 0 |
| Štefan Fabián     | 1911-12-07 | FK Spišská Nová Ves  | 0 | 1 | 0 | 1 | 0 |
| Jozef Luknár      | 1915-01-15 | ŠK Bratislava        | 0 | 1 | 0 | 5 | 3 |

SFZ · A-internationals · Bondscoaches · Statistieken · Slowaaks vrouwenelftal · Olympisch elftal · Slowakije U21 · Slowakije U20 · Slowakije U19 · Slowakije U18 · Slowakije U17 · Slowakije U16
1939 – 1944 · 1992 – 1999 · 2000 – 2009 · 2010 – 2019 · 2020 − 2029
EK's: 2016 · 2020 · 2024
WK's: 2010
OS: 2000
1939 · 1940 · 1941 · 1942 · 1943 · 1944 · 1945–1991 · 1992 · 1993 · 1994 · 1995 · 1996 · 1997 · 1998 · 1999 · 2000 · 2001 · 2002 · 2003 · 2004 · 2005 · 2006 · 2007 · 2008 · 2009 · 2010 · 2011 · 2012 · 2013 · 2014 · 2015 · 2016 · 2017 · 2018 · 2019 · 2020 · 2021
Algerije · 
Andorra · 
Argentinië ·
Armenië · 
Australië · 
Azerbeidzjan · 
België · 
Bolivia · 
Bosnië en Herzegovina · 
Brazilië · 
Bulgarije · 
Chili · 
Colombia · 
Costa Rica · 
Cyprus · 
Denemarken · 
Duitsland · 
Egypte · 
Engeland · 
Estland · 
Faeröer · 
 Finland · 
Frankrijk · 
Georgië · 
Gibraltar · 
Griekenland · 
Guatemala · 
Hongarije · 
Ierland · 
IJsland · 
Iran · 
Israël · 
Italië · 
Japan · 
Joegoslavië · 
Jordanië · 
Kameroen · 
Kazachstan ·
Koeweit ·
Kroatië · 
Letland · 
Libanon ·
Liechtenstein · 
Litouwen ·
Luxemburg · 
Malta · 
Marokko · 
Mexico ·
Moldavië · 
Montenegro ·
Nederland · 
Nieuw-Zeeland · 
Noord-Ierland ·
Noord-Macedonië ·
Noorwegen ·
Oeganda · 
Oekraïne · 
Oezbekistan · 
Oostenrijk · 
Paraguay · 
Peru · 
Polen · 
Portugal · 
Roemenië · 
Rusland · 
San Marino · 
Saoedi-Arabië · 
Schotland · 
Servië en Montenegro ·
Slovenië · 
Spanje · 
Thailand · 
Tsjechië · 
Turkije · 
Verenigde Arabische Emiraten · 
Verenigde Staten · 
Wales · 
Wit-Rusland · 
Zuid-Korea · 
Zweden · 
Zwitserland
Engeland (2016) ·
Nieuw-Zeeland (2010) · 
Polen (2021) · 
Rusland (2016) · 
Spanje (2021) · 
Wales (2016) · 
Zweden (2021)